# Emberi dolgok
Emberi dolgok (węg. Ludzkie sprawy) – szósty studyjny album węgierskiej grupy muzycznej Ossian, wydany w 1993 roku przez Hungaroton-Gong na MC i CD. Album zajął siódme miejsce na węgierskiej liście przebojów Top 40 album- és válogatáslemez-lista.

## Lista utworów
1. "Újra együtt" (4:15)
2. "Szeresd jobban" (4:01)
3. "Menetelés a vágóhídra" (3:29)
4. "Őrizd meg a lelkedet" (4:02)
5. "Ki véd meg?" (4:11)
6. "Vad bolygó" (3:54)
7. "Emberi dolgok" (4:27)
8. "A szerelem országútján" (3:37)
9. "Kihozta belőled…" (3:27)
10. "Átverés" (2:56)
11. "Betelt a pohár" (3:53)
12. "Szavak nélkül" (1:55)

## Wykonawcy

### Skład zespołu
- Zoltán Maróthy – gitara, wokal
- Endre Paksi – wokal
- Csaba Tobola – perkusja
- Gábor Vörös – gitara basowa

### Realizacja
- László Cselétei – grafika
- László Göbölyös – zdjęcia
- Zoltán Maróthy – reżyser dźwięku, design
- Endre Paksi – reżyser dźwięku, design
- Péter Rozgonyi – inżynier dźwięku